# 交替酚A
交替酚A是一种四氢蒽醌类有机化合物，化学式为C16H16O8。它的英文名称“Altersolanol A”源自于番茄早疫病菌（Alternaria solani）。
它可以2-氯-8-羟基-6-甲氧基-1,4-萘醌和(E)-1-(叔丁基二甲基硅基氧基)-3-甲基-1,3-丁二烯为原料经多步反应合成得到。